# Troiano Acquaviva d'Aragona
Troiano Acquaviva d'Aragona (né le 15 janvier 1695 à  Naples, alors capitale du royaume de Naples, et mort le 20 mars 1747 à Rome) est un cardinal italien. 
Il est un neveu du cardinal Francesco Acquaviva d'Aragona (1706) et l'oncle du cardinal Pasquale Acquaviva d'Aragona (1770). Il est de la famille des cardinaux Giovanni Vincenzo Acquaviva d'Aragona (1542), Giulio Acquaviva d'Aragona (1570), Ottavio Acquaviva d'Aragona, seniore (1591) et Ottavio Acquaviva d'Aragona, iuniore (1654).

## Biographie
Troiano Acquaviva d'Aragona exerce diverses fonctions au sein de la Curie romaine notamment au Tribunal suprême de la Signature apostolique, comme vice-légat à Bologne, gouverneur d'Ancône et à la chambre apostolique. 
Il est nommé évêque titulaire de Philippopolis-en-Arabie (de) et est nommé préfet de palais apostolique. En 1730 il est promu archevêque titulaire de Larissa-en-Thessalie.
Le pape Clément XII le crée cardinal lors du consistoire du 1er octobre 1732. Le cardinal Acquaviva est nommé ambassadeur d'Espagne au Saint-Siège en 1734, protecteur du royaume de Naples en 1738 et archidiacre de Tolède. Il est transféré à l'archidiocèse de Monreale en 1739. 
Il participe au  conclave de 1740, lors duquel Benoît XIV est élu pape et c'est lui qui prononce le véto du roi Philippe V d'Espagne contre l'élection du cardinal Pier Marcellino Corradini. Il est protecteur d'Espagne à partir de 1743 et camerlingue du Sacré Collège en 1744.

### Sources
- Fiche du cardinal Troiano Acquaviva d’Aragona sur le site fiu.edu